# کارل تئودور لیبرمن
کارل تئودور لیبرمن (آلمانی: Carl Theodore Liebermann؛ زاده ۲۳ فوریهٔ ۱۸۴۲ درگذشته ۲۸ دسامبر ۱۹۱۴) یک شیمی‌دان اهل آلمان بود.